# Lände Drömling
Die Lände Drömling ist ein Nothafen auf dem Gebiet der Stadt Oebisfelde-Weferlingen im Landkreis Börde, Sachsen-Anhalt.

## Geographie
Die Lände befindet sich einen Kilometer östlich des Ortsteils Bergfriede an der Bundeswasserstraße Mittellandkanal bei MLK-km 269 Nord auf einer Höhe von 56 m ü. NN. Unmittelbar nördlich grenzt das ausgedehnte Naturschutzgebiet Ohre-Drömling an.

## Geschichte
In den Jahren 1934 bis 1938 wurde das Teilstück des Mittellandkanales von Wolfsburg in Richtung Magdeburg gebaut. Im Herbst 1938 erfolgte der Durchstich zur Elbe hin.
Bereits 1937 gingen die Arbeiten nur noch schleppend voran und kamen schließlich 1942 östlich von Magdeburg kriegsbedingt völlig zum Erliegen. Eine Ladestelle entstand im Drömling zunächst nicht. Nur sporadisch wurden auf freier Strecke Bodenschätze, Agrarerzeugnisse und Rüstungsgüter umgeschlagen.
Erst nach der Wende wurde bei Ausbau- und Ertüchtigungsarbeiten des Kanales dort eine Landungsstelle für die Berufsschifffahrt gebaut.
Nach der Havarie zweier Frachtschiffe sank im Oktober 2014 ein mit Eisenbarren beladenes 67 m-Schiff. Die Bergungsarbeiten behinderten die Schifffahrt zehn Tage massiv, es kam zu einem Stau von 60 Binnenschiffen.
Im März 2016 kam es zu einer Wasserverschmutzung durch einen 1 km langen Ölfilm, dessen Verursacher allerdings nicht festgestellt werden konnte.

## Verkehr und Infrastruktur

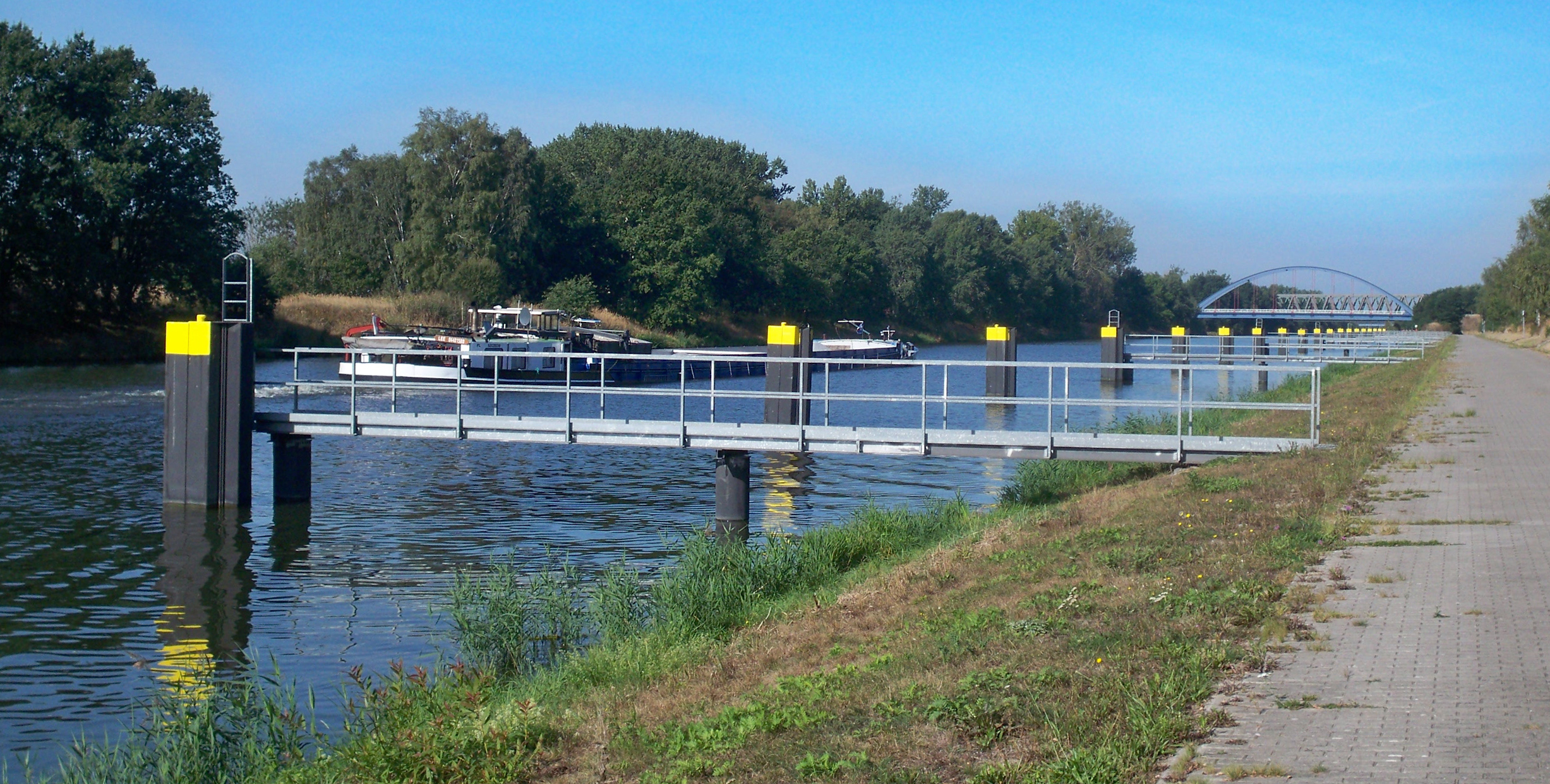
Blick auf einen Teil der Anlegestelle

An der Lände Drömling findet kein regelmäßiger Umschlag statt. An 1200 m geböschtem Ufer gibt es lediglich Dalben und einige Landungsstege. Es bestehen Liegeplätze für zehn Gütermotorschiffe oder sechs Schubverbände. Bei schweren Betriebsstörungen des Kanales, beispielsweise Dammbruch oder Dauervereisung, wäre dort mit mobilen Fördermitteln eine Notleichterung möglich, was aber praktisch noch nie vorkam.
Unmittelbar westlich queren die ehemalige Bundesstraße 188, die Bahnstrecke Berlin–Lehrte und die heutige Bundesstraße 188 den Kanal. Zur ehemaligen Bundesstraße hin besteht eine Auffahrtsmöglichkeit. ÖPNV-Anschlüsse gibt es ab der nahegelegenen Bushaltestelle Frankenfelde Ort, eine Lade- oder Zustiegsmöglichkeit zu der Bahnstrecke besteht nicht.